# Alfons X.

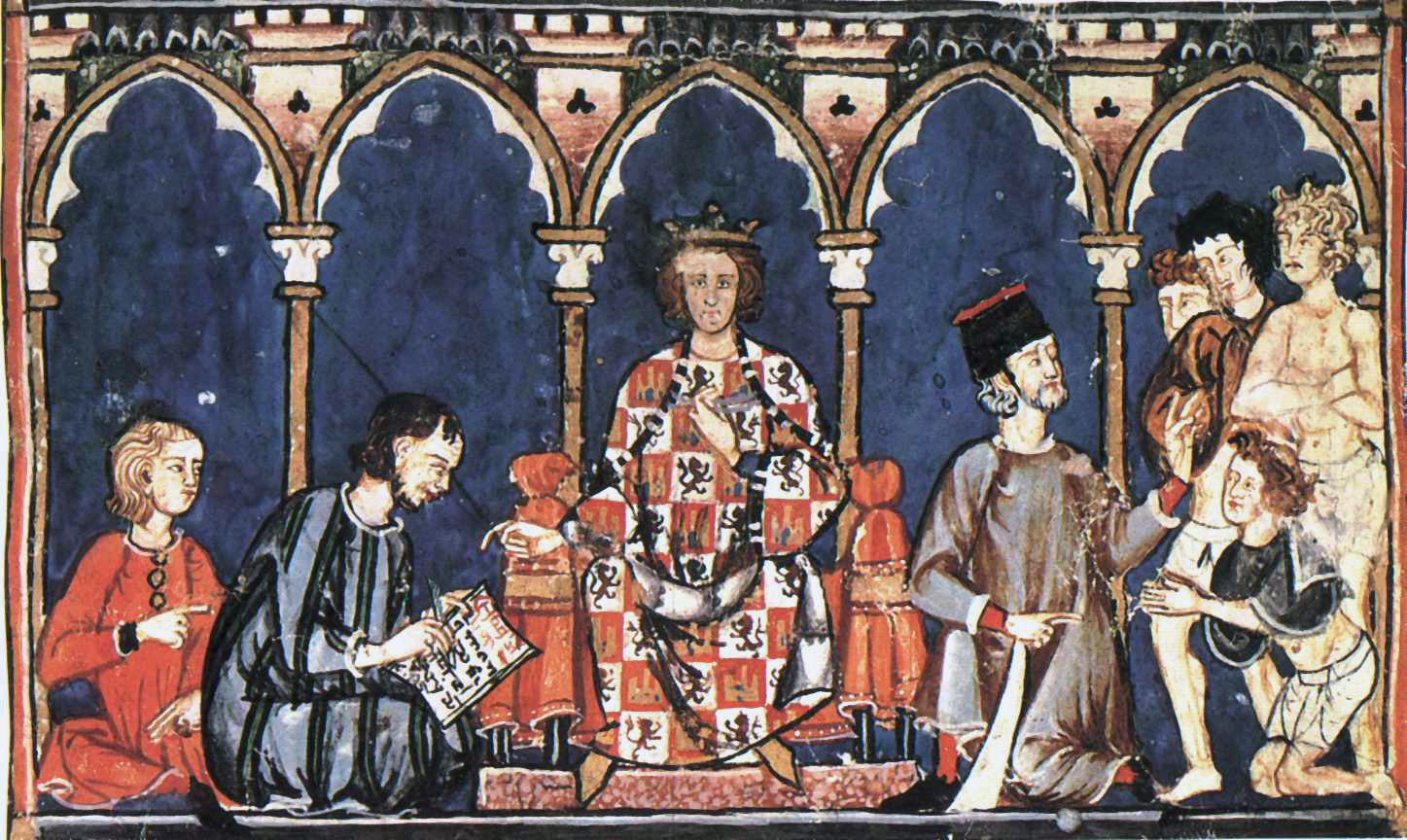
Alfons X. von Kastilien (Abbildung aus dem Libro de los juegos, 1251–1282)

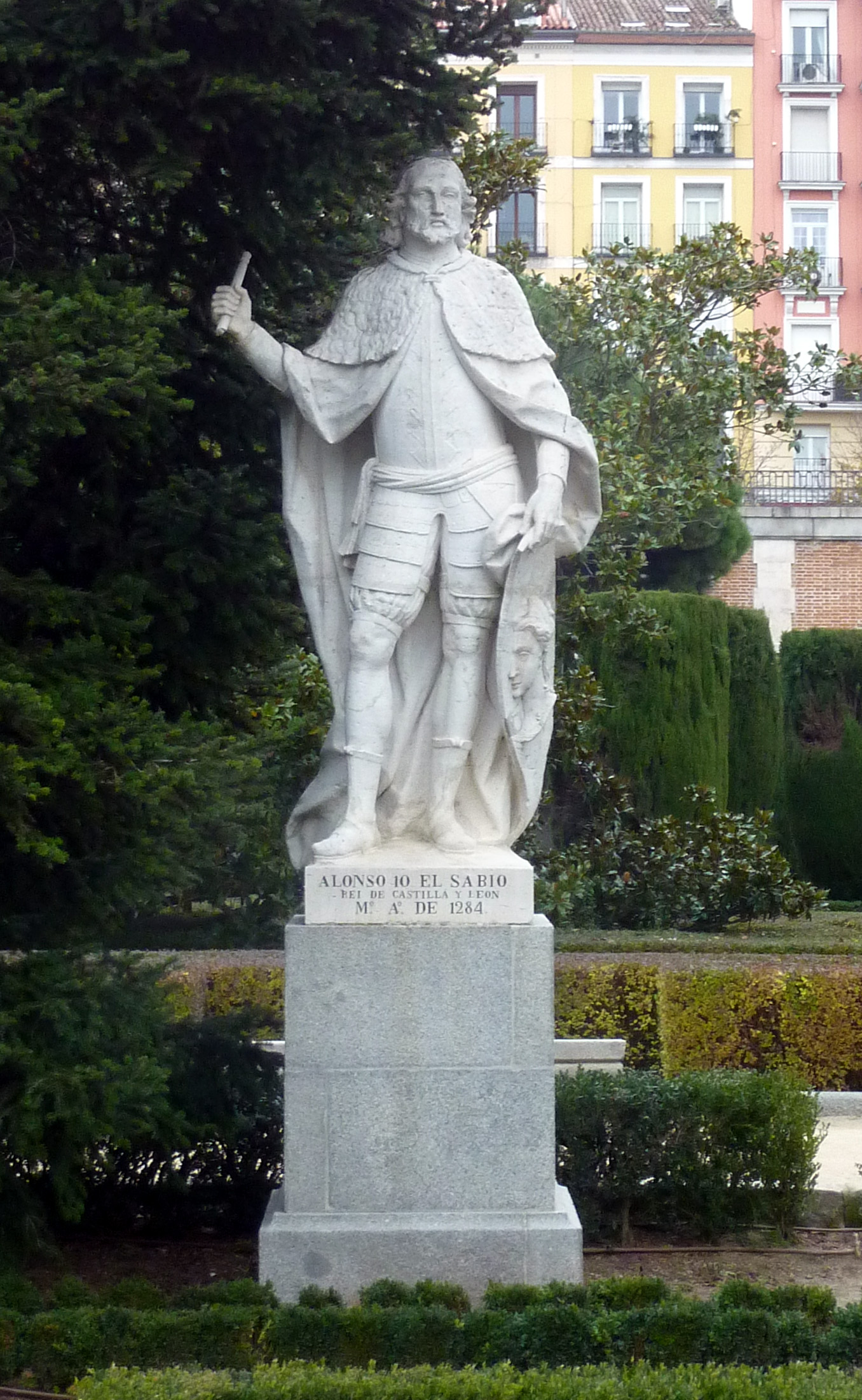
Juan de Villanueva Barbales: Alfons X. (1753) in den Sabatini Gärten in Madrid

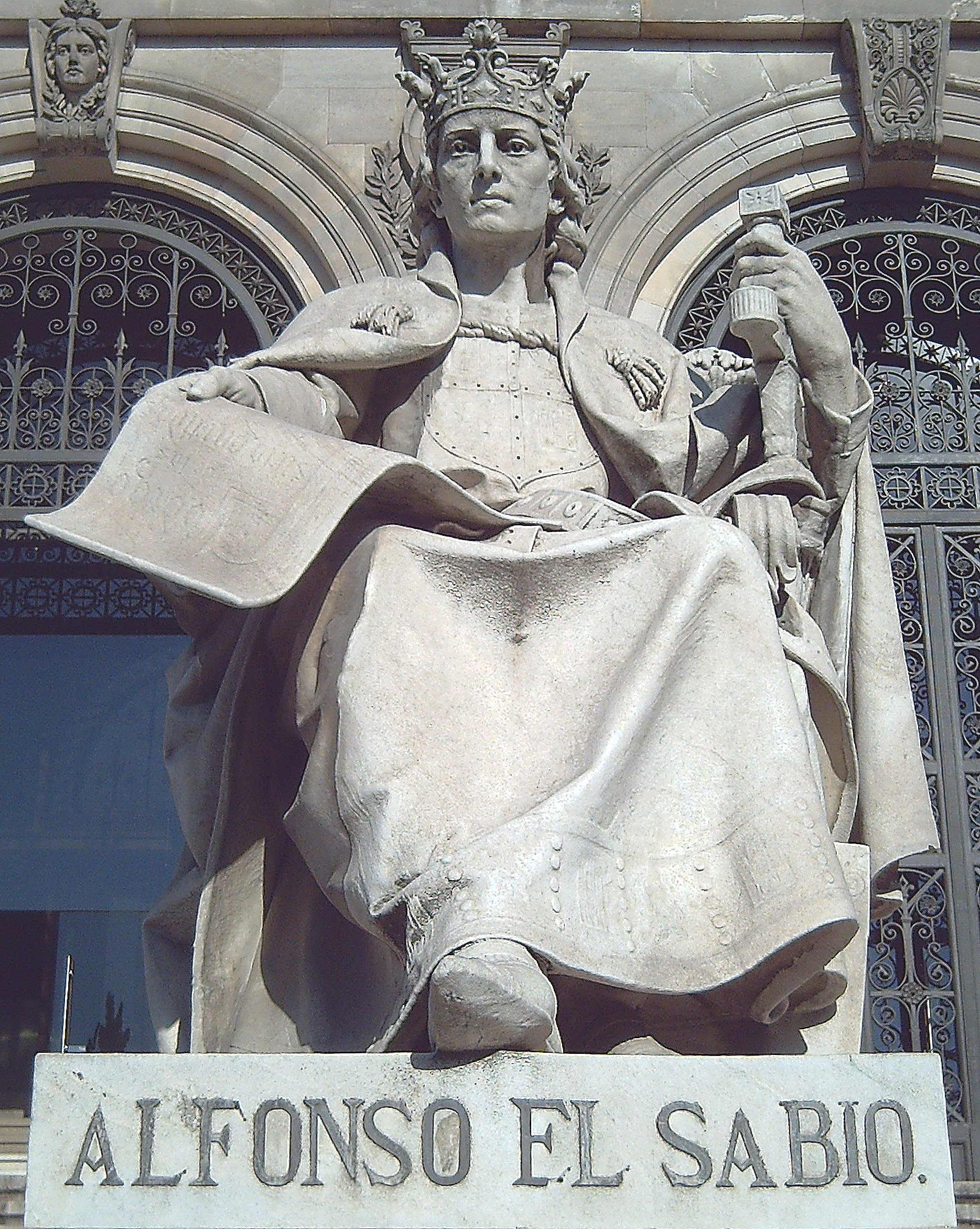
José Alcoverro: Alfons X. (1892) an der Nationalbibliothek von Spanien in Madrid

Alfons X. (genannt der Weise, spanisch Alfonso X «el Sabio»; * 23. November 1221 in Toledo; † 4. April 1284 in Sevilla) war von 1252 bis zu seinem Tod König von Kastilien und León, wobei er 1282 entmachtet wurde. Außerdem war er von 1257 bis 1275 Gegenkönig des Heiligen Römischen Reiches. Er war der erste Sohn Ferdinands III. des Heiligen und dessen erster Frau Beatrix von Schwaben, einer Tochter des römisch-deutschen Königs Philipp von Schwaben, konnte sich jedoch nicht gegen Richard von Cornwall durchsetzen, der im Gegensatz zu ihm nach Deutschland reiste und zum König gekrönt wurde.

## Abkunft und Regentschaft
Seine Abkunft von den Hohenstaufen durch seine Mutter Beatrix, eine Tochter des Königs Philipp von Schwaben, gab ihm das Recht, die schwäbische Linie zu vertreten. Die Wahl der Kurfürsten von 1257, nach dem Tod von Wilhelm von Holland (1256), bei der er die gleiche Anzahl Stimmen (beide drei Stimmen) wie der Gegenkandidat Richard von Cornwall erhielt, verführte ihn dazu, über das römisch-deutsche Königtum die prestigeträchtige Kaiserkrone anzustreben; dies wurde jedoch nie verwirklicht, weil er das nötige Geld für einen Romzug nicht aufbringen konnte. Um Geld zu erhalten, verschlechterte er die Münzen und bemühte sich anschließend, die Preissteigerung durch ein eigenwilliges Steuersystem im Griff zu behalten. Der Kleinhandel in seinem Herrschaftsgebiet wurde ruiniert, und die Bürger und Bauern wurden schwer geschädigt. Die einstimmige Wahl Rudolfs I. von Habsburg zum römisch-deutschen König im Jahr 1273 bedeutete faktisch Alfons’ Absetzung als König des Heiligen Römischen Reiches, weshalb Papst Gregor X. ihn auch als abgesetzt erklärte. Seinen Anspruch gab er jedoch erst 1275 auf, als er daran gehindert wurde, nach Italien zu reisen, um sich zum König der Lombarden krönen zu lassen, und in der Folge Gregor X. die Widerrufung seiner Ansprüche erklärte.

## Thronstreitigkeiten
Sein zweiter Sohn Sancho stellte Ansprüche auf den künftigen Thron vor den Kindern Ferdinands de la Cerda, Alfons' ältesten Sohnes, der aber bereits 1275 verstorben war. Indem König Alfons anstelle von Ferdinands Söhnen Sancho als Thronfolger  bestimmte, provozierte er 1275 einen Bürgerzwist und einen Krieg mit Frankreich, da der französische König Philipp III. sich seiner Schwester Blanka, der Witwe Ferdinands, und ihrer Kinder annahm.
Nach dem erfolgreichen Abschluss des Krieges gegen Frankreich versuchte Alfons mit Unterstützung von Aragonien, Katalonien und Valencia, die Nation durch einen Kreuzzug gegen die Mauren wieder zu einen, und eroberte dabei Jerez, Medina-Sidonia, San Lucar, Cádiz, einen Teil der Algarve und vereinigte Murcia mit Kastilien. Als er sich aber mit den Herrschern von Marokko verbündete, denunzierten ihn sein Sohn und die Adligen, die die Mauren unterstützt hatten, als Gegner des Glaubens. 
Als Alfons eine Teilung des Reichs zugunsten seiner Enkel vornehmen wollte, empörten sich Prinz Sancho und die kastilischen Großen. 1282 wurde er entmachtet, aber formell in seinem Königstitel belassen. Eine Gegenreaktion zu seinen Gunsten begann erst in seinen letzten Lebensjahren. Alfons starb am 4. April 1284 nach mehreren vergeblichen Versuchen zur Wiedererlangung der Macht, als Flüchtling geschlagen und einsam in Sevilla. Er hinterließ ein Testament, in dem er sich noch bemühte, Sancho vom Erbe auszuschließen und damit einen Bürgerkrieg zu vermeiden.

## Bedeutung als Herrscher
Als Herrscher zeigte Alfons X. gesetzgeberische Fähigkeiten und den Wunsch, seinem Königreich ein Gesetzbuch und ein beständiges Rechtssystem zu verschaffen. Er vollendete die von seinem Vater begonnene Gesetzessammlung Las Siete Partidas, welche aber erst 1501 allgemeines Landrecht wurde. Der Fuero Real war unzweifelhaft seine Arbeit. Alfons fehlte die Entschlusskraft eines Regenten, der sich selbst einer Organisation unterwirft, ebenso die Kombination aus Festigkeit und Mäßigung, um mit seinen Adligen zu regieren. Seine Adligen, die er durch sporadische Gewaltakte einzuschüchtern versuchte, rebellierten gegen ihn.

## Wissenschaftlicher Ruf
Der beträchtliche wissenschaftliche Ruf Alfons’ X. basiert darauf, dass er sowohl der Verfasser mehrerer größerer Gedichte sowie eines chemischen und eines philosophischen Werkes war, als auch die Astronomie und die Anerkennung der ptolemäischen Kosmologie förderte, die ihm durch die Mauren bekannt geworden waren. So ließ er für 40.000 Dukaten die Ptolemäischen Planetentafeln verbessern, welche nach ihm die Alfonsinischen Tafeln genannt wurden (1252). Der Krater Alphonsus auf dem Mond ist nach ihm benannt.
Er gründete in Toledo eine Übersetzerschule aus Juden, Moslems und Christen, die große Leistungen in der Vermittlung arabischen und jüdischen Wissens ins christliche Europa vollbrachte. Hier wurden sowohl das Alte Testament aus der lateinischen Fassung der Vulgata ins Kastilische übersetzt als auch klassische Werke über Astronomie, Mathematik und Philosophie.
Alfons gilt als der Begründer der kastilischen Nationalliteratur, obwohl er selbst auch in portugiesisch-galicischer Sprache schrieb. Er ließ von seinen Historiographen die erste allgemeine Geschichte von Spanien (Estoria de España) sowie eine Weltgeschichte (General estoria) in kastilischer Sprache zusammenstellen und die öffentlichen Urkunden in der Landessprache abfassen.
Zusätzlich zu seinen übrigen Leistungen gab Alfons X. (falls er nicht selbst daran mitarbeitete) viele schriftstellerische Werke in Auftrag, zum Beispiel die Cantigas de Santa Maria, mehr als 400 galicische Lieder von europäischer Bedeutung über die Jungfrau Maria, und im Jahr 1283 das Libro de los juegos („Buch der Spiele“, auch „Codex Alfonso“), das als erste und bedeutendste Schachproblemsammlung des Mittelalters gilt und heute im Escorial aufbewahrt wird. Beinahe alle der 103 Schachaufgaben sind arabische Mansuben.

## Nachkommen
Aus der außerehelichen Verbindung mit María Guillén de Guzmán:
1. Beatrix von Kastilien

Aus der Ehe mit Violante von Aragón:
1. Ferdinand, jung verstorben
2. Berengaria von Kastilien (1253–nach 1284). Sie war mit Louis, dem Sohn von König Ludwig IX. von Frankreich, verlobt, dieser starb jedoch 1260 und sie trat in das Kloster von Las Huelgas ein
3. Beatrix von Kastilien (1254–1280) ⚭ Wilhelm VII. von Montferrat
4. Ferdinand de la Cerda (1255–1275) ⚭ Blanche, Tochter von Ludwig IX. von Frankreich
5. Eleonore von Kastilien (1257–1275)
6. König Sancho IV. von Kastilien (1258–1295)
7. Konstanze von Kastilien (1258–1280), Nonne
8. Pedro von Kastilien (1260–1283)
9. Johann von Kastilien (1262–1319) ⚭ María Díaz de Haro († 1342)
10. Isabella, jung verstorben
11. Violante von Kastilien (1265–1296) ⚭ Diego López de Haro († 1310)
12. Jaime von Kastilien (1266–1284)

## Werke
- Alfons X. „der Weise“: Das Buch der Spiele. Übersetzt und kommentiert von Ulrich Schädler und Ricardo Calvo. Lit Verlag, Münster 2009, ISBN 978-3-643-50011-3.
- Alfonso el Sabio: Libros de acedrex, dados e tablas. Das Schachzabelbuch König Alfons des Weisen. Mit 51 Miniaturen und Tafeln. Herausgegeben und übersetzt von Arnald Steiger. Librairie E. Droz, Genf, Eugen Rentsch Verlag, Zürich-Erlenbach 1941.